# A Piece of Americana
A Piece of Americana és el quart EP de la banda californiana de punk rock The Offspring, publicat l'any 1998 com a prèvia del proper àlbum d'estudi, Americana (1998).
L'EP conté cinc cançons, quatre de les quals van ser els senzills d'Americana, malgrat que van ser lleugerament modificats abans del seu llançament. La portada de l'EP fou també la portada del senzill «Pretty Fly (for a White Guy)», tot i que amb algun canvi, i també fou inclosa en el llibret d'Americana per il·lustrar la mateixa cançó.

## Llista de cançons
| 1.            | «The Kids Aren't Alright»      | 3:00  |
| 2.            | «Pretty Fly (for a White Guy)» | 3:08  |
| 3.            | «She's Got Issues»             | 3:48  |
| 4.            | «Why Don't You Get a Job?»     | 2:52  |
| 5.            | «Feelings»                     | 2:52  |
| Durada total: | Durada total:                  | 15:39 |

## Personal
- Bryan Holland – Cantant, guitarra rítmica
- Noodles – Guitarra, veus addicionals
- Greg K. – Baix, veus addicionals
- Ron Welty – Bateria